# Zootaxa
Zootaxa là một tập san khoa học bình duyệt dành cho các nhà phân loại sinh vật. Tập san này do Magnolia Press (Auckland, New Zealand) xuất bản. Tập san được Trương Trí Cường (张智强) thành lập năm 2001 với các ấn phẩm mới được xuất bản nhiều lần trong tuần. Tính đến cuối năm 2012, đã có 26,373 đơn vị phân loại đã được miêu tả trong tập san khoa học này.